# Katastralgemeinde Zosen
Die Katastralgemeinde Zosen ist eine von acht Katastralgemeinden der Gemeinde Hüttenberg im Bezirk Sankt Veit an der Glan in Kärnten. Sie hat eine Fläche von 780,27 ha.
Die Katastralgemeinde gehört zum Sprengel des Vermessungsamtes Klagenfurt.

## Lage
Die Katastralgemeinde liegt im Nordosten des Bezirks Sankt Veit an der Glan, inmitten der Gemeinde Hüttenberg. Sie grenzt im Osten an die  Katastralgemeinde St. Johann am Pressen, im Südosten an die Katastralgemeinden Knappenberg, im Süden an die Katastralgemeinde Hüttenberg und im Westen an die Katastralgemeinde St. Martin am Silberberg. Die Katastralgemeinde erstreckt sich über eine Höhenlage von 808 m ü. A. am Mosinzbach am Südrand der Katastralgemeinde bis zu 1510 m ü. A. an einem Ausläufer des Zirbitzkogels am Nordostrand der Katastralgemeinde.

## Ortschaften
Auf dem Gebiet der Katastralgemeinde Zosen liegt die Ortschaft Zosen.

## Vermessungsamt-Sprengel
Die Katastralgemeinde gehört seit 1. Jänner 1998 zum Sprengel des Vermessungsamtes Klagenfurt. Davor war sie Teil des Sprengels des Vermessungsamtes St. Veit an der Glan.

## Geschichte
Ende des 18. Jahrhunderts wurden die Kärntner Steuergemeinden (später: Katastralgemeinden) gebildet und Steuerbezirken zugeordnet. Die Steuergemeinde Zosen wurde Teil des Steuerbezirks Althofen (Herrschaft und Landgericht).
Im Zuge der Reformen nach der Revolution 1848/49 wurden in Kärnten die Steuerbezirke aufgelöst und Ortsgemeinden gebildet, die jeweils das Gebiet einer oder mehrerer Steuergemeinden umfassten. Die Steuer- bzw. Katastralgemeinde Zosen wurde Teil der Gemeinde St. Johann am Pressen. Die Größe der Katastralgemeinde wurde 1849 mit 1355 Österreichischen Joch und 844 Klaftern (ca. 780 ha, also die heutige Fläche) angegeben; damals lebten 207 Personen auf dem Gebiet der Katastralgemeinde. Im Zuge der Gemeindestrukturreform wurde die Katastralgemeinde 1973 an die Gemeinde Hüttenberg angeschlossen.
Die Katastralgemeinde Zosen gehörte ab 1850 zum politischen Bezirk Sankt Veit an der Glan und zum Gerichtsbezirk Althofen. Von 1854 bis 1868 gehörte sie zum Gemischten Bezirk Althofen. Seit der Reform 1868 ist sie wieder Teil des politischen Bezirks Sankt Veit an der Glan, zunächst als Teil des Gerichtsbezirks Althofen, ab 1872 als Teil des Gerichtsbezirks Eberstein, und seit dessen Auflösung 1978 als Teil des Gerichtsbezirks St. Veit an der Glan.